# Implantatallergie
Eine Implantatallergie (synonym Endoprothesenunverträglichkeit) ist eine bislang nicht bewiesene schmerzhafte Entzündung der Synovia (Gelenkschleimhaut), Osteolysen (Knochenauflösung) und aseptische Lockerung einer Endoprothese durch vorbestehende Typ IV-Sensibilisierung (Allergie vom sog. Spättyp nach Coombs und Gell) gegen Implantat-Bestandteile.

## Prophylaxe
Um einem Risiko für eine mögliche Implantatallergie vorzubeugen, besteht die Möglichkeit einen Gelenkersatz aus einer Titan-Legierung zu implantieren, mit mittelfristig sehr guten Ergebnissen. Allerdings ist die mechanische Widerstandsfähigkeit dieser Endoprothese geringer als bei einer Prothese aus einer Chrom-Kobalt-Nickel-Legierung, was letztlich dazu führen kann, dass die Prothese vorzeitig gewechselt werden muss. Hinzu kommt, dass nach einigen Jahren auch hier Bestandteile aus der Legierung in den Körper gelangen können. Bei Patienten mit Nickelallergie kann es auch nach Implantation einer „reinen“ Titanprothese irgendwann zu einer allergischen Reaktion kommen, da auch Titanprothesen herstellungsbedingt geringste Beimengungen an Nickel enthalten. Eine weitere Alternative bieten oberflächenvergütete Implantate. Dabei wird das Standardmaterial in einem PVD-Prozess mit einer Zirconiumnitrid- oder Titannitrid-Schicht überzogen. Die so behandelte Oberfläche ist sehr hart und erzeugt bei Tests im Biomechaniklabor weniger Abrieb als die Standardmaterialien (CoCrMo).
Durch einen Lymphozytentransformationstest (LTT) sowie einen Epikutantest lässt sich eine Allergie gegen Implantatbestandteile (Kobalt, Chrom, Nickel usw.) feststellen. Das Ausmaß einer allergischen Reaktion auf das Implantat sowie Bestandteile des ggf. verwendeten Knochenzementes und weiterer Zusatzstoffe hängt neben den Materialeigenschaften auch von der individuellen Reaktionsbereitschaft des betroffenen Menschen ab. Nicht jeder Mensch mit Allergie reagiert identisch allergisch.